# Нандор
Нандор (мађ. Nándor) етноним је који се доводи у везу са старим мађарским називом Београда.

## Етимологија
У Гардезијевом извештају о Мађарима налази једно тешко докучиво место које гласи овако: „На оној реци (Џајхун), која је лево од њих (Мађара) на страни Словена, живе људи Ромеја; хришћани су, а зову се Нандор. Бројнији су од Мађара, али су слабији њих... Кад Мађари стоје на обали реке, могу да их виде. Изнад њих (Нандор) налази се једно велико брдо, а поред тог брда извире вода“.
Етнонимом Нандор се објашњава старо мађарско имене Београда — Нандорфејервар (мађ. Nandorfejérvár). У мађарским споменицима писаним на латинском Београд се помиње као Alba Graeca, Alba Bulgariae, Nandor alba, а у немачким изворима Griechisch Wizzenburch, Griechisch Weissenburg.
Јанош Мелих и Франц Екхарт су настојали да утврде значење етнонима Нандор
Према Мелиху, Гардезијев навод треба разумети тако да је у Етелкезу живело хришћанско грчко становништво. Дакле, Нандорфејервар значи исто што и Alba Graeca и Griechisch Weissenburg: Грчки Бели град.
Према Екхартовом мишљењу, топоним Нандор који се често јавља у старим документима не може се доводити у везу са Грцима, будући да се не зна за грчке насељенике, тј. становништво грчког порекла на овом простору. Пре ће бити да топоними Görög (а има их један или два) означавају религију становништва које у њима станује. С друге стране, становништва бугарског порекла било је без сумње. Међутим, нема топонима Bolgár, али се зато имена других народа често јављају у топонимима. Будући да је име Alba Bulgariae старије од имена Alba Graeca, Екхарт сматра прихватљивим да Нандорфејервар заправо значи Бугарски Бели град. Навод Гардезија, који као и Ибн Ростех црпи сазнања из Џајханијевог извештаја о Мађарима, вероватно потиче из 892-943. и односи се по свој прилици на борављење Мађара у Етелкезу. Међутим, тада је већ већи део Бугара живео на десној обали Дунава, „на страни Словена“, био је хришћански, увелико славизиран и разликовао се много од својих источних сународника мухамеданаца. Неупућени арапски путници, који су добијали податке од Џајханија, нису могли ништа знати о њиховом бугарском пореклу. Најзад, у 10. веку Грка није могло бити више од Мађара на Дунаву, а још мање на обали неке источније реке. Дакле, Гардезијев навод да на Дунаву живи један народ бројнији од Мађара али ипак слабији од њих односи се на Бугаре хришћане.
Мелихов одговор на Екхартово излагање састојао се у следећем. Постоје докази да је у Угарској било грчког становништва. Такође је било и топонима Bolgár. Истина, називи Alba Bulgariae, Alba Bulgarica су старији од назива Alba Graeca, али Београд је био у поседу Бугара само од краја 9. века до 1018. Након 1018. припада Византинцима (Грцима), затим Мађарима, Србима, а на крају Турцима. Могуће је да је употреба латинског језика одржала име Alba Bulgarica, док је име Нандорфејервар (=Грчки Бели град) чувало сећање на византијску владавину 11. века. Као аналогију Мелих помиње да је Угарска у угарским споменицима 11. века називана Панонијом. Хуманистичко име Alba Graeca морало би имати неку основу. Према томе, Нандорфејервар значи исто што Грчки и Бели град, а Гардезијев навод не може никако да се односи на Бугаре. Пре насељавања Мађара у Панонију у Ецелкезу и близини није било славизираних хришћанских Бугара. На крају 9. века и у 10. веку Бугари или Бугарословени нису били поданици Византинаца, а онај ко их је у то време убрајао у Византинце, био је у своје време стварно неоријентисан што се тиче политичких прилика. Гардези није тако неупућен, јер је познавао Бугаре веома добро и подробно извештавао о њима. Према томе, Гардезијев навод се може односити само на Византинце.